# Småtjärnarna (lilla, Själevads socken, Ångermanland)
Småtjärnarna är en sjö i Örnsköldsviks kommun i Ångermanland och ingår i Moälvens huvudavrinningsområde.